# Metrodor de Tral·les
Metrodor (grec antic: Μητρόδωρος, llatí: Metrodorus) fou un gramàtic grec de certa distinció, germà de l'arquitecte Antemi de Tral·les. L'esmenta Agàcies, i Vossius l'inclou al seu llibre De Historicis Græcis.